# Gil César
Gil César Moreira de Abreu (Juiz de Fora, 2 de agosto, de 1931 – 25 de março de 2022) foi um engenheiro e político brasileiro do estado de Minas Gerais. Foi deputado estadual de Minas Gerais durante a 10ª legislatura (1983 - 1987), pelo PDS.
O engenheiro foi um dos responsáveis pela obra do Estádio do Mineirão em Belo Horizonte, inaugurado em 1965. Outras obras importantes na capital mineira, das quais foi responsável foram: a Toca da Raposa, sede do Cruzeiro Esporte Clube e sedes de famosos clubes sociais como o Jaraguá Country Club, Clube Labareda e o Pampulha Iate Clube.